# Johann Nepomuk Einsele (Jurist)
Johann Nepomuk Einsele (* 1773 in Freising; † 6. Mai 1839 ebenda) war ein deutscher Jurist und Bürgermeister von Freising von 1825 bis 1831.

## Leben
Johann Nepomuk Einsele war der Sohn des fürstbischöflich-freisingischen Hofsteinmetzen Johann Nepomuk Einsele (1732–1790). Er studierte Jura und wurde fürstbischöflich-freisingischer Hofkammerfiskal. Er blieb auch nach der Säkularisation in Bayern, die im Jahre 1802 das Ende des Hochstifts Freising bedeutete, in Freising und wurde königlicher Advokat. Er war von 1825 bis Juni 1831 Bürgermeister von Freising. 
Aus seiner Ehe mit Johanna von Steinhäuser, Hof- und Kammerratstochter von Freising, lebten in Andechs und Moosburg bzw. Freising 3 Söhne, zwei als Oberförster, einer, Johann Nepomuk Einsele, ebenfalls als Rechtsanwalt.